# Cratzenbach
Cratzenbach is een plaats in de Duitse gemeente Weilrod, deelstaat Hessen, en telt 218 inwoners (2005).